# Lista de festas do Paraná
Abaixo se segue uma lista com as principais festas do Paraná à nível estadual:
- Carnaval de Tibagi, é a principal festa de Tibagi, é um dos carnavais mais tradicionais do Paraná e se consolidou como o maior e mais importante da região dos Campos Gerais.[1][2][3][4][5][6]
- Congada da Lapa, de origem africana, é comemorado no dia de São Benedito, em dezembro. É a dança dos negros congos, onde descendentes de escravos falam, recitam, cantam e dançam.[7][8]
- Expobel, maior festa realizada no sudoeste do Paraná, em Francisco Beltrão, já registrando cerca de 450 mil pessoas.[9]
- Expoingá, Exposição Feira Agropecuária, Industrial e Comercial de Maringá.[10][11]
- Expo Londrina, Exposição Agropecuária e Industrial de Londrina, realizada sempre no mês de abril.[12]
- ExpoParanavaí, Exposição Agropecuária  Industrial e Comercial de Paranavaí.[13][14]
- Expopato, Exposição, Feira Agropecuária, Industrial e Comercial de Pato Branco.[15][16]
- Expo Umuarama, Exposição Agropecuária de Umuarama.[17][18]
- Expo Telêmaco, maior festa de exposição de máquinas e equipamentos do ramo florestal e madeireiro da região dos Campos Gerais, em Telêmaco Borba.[19][20][21]
- Expo Toledo, feira e exposição agroindustrial com foco nos setores da indústria, comércio e agronegócio regional.[22][23]
- Expovel, Exposição Agropecuária e Industrial de Cascavel.[24]
- Fesuva, Festa da Uva de Ponta Grossa.[25][26]
- Festa de Nossa Senhora da Luz, comemorada em 8 de setembro de cada ano, em Curitiba.[27]
- Festa de Nossa Senhora das Brotas, no santuário de Piraí do Sul.[28][29]
- Festa de Nossa Senhora de Czestochowa, comemorada no dia 26 de agosto em várias localidades colonizadas principalmente por poloneses.[30] Uma das maiores festas ocorre na localidade de Água Branca, em São Mateus do Sul, onde realizam a Festa de “Czestochowa Paranska” (Czestochowa do Paraná) e a Tradycje Polskie.[31][32][33]
- Festa de Nossa Senhora do Rocio, comemorada em 15 de novembro de cada ano, em Paranaguá. A festa é acompanhada com grande procissão de fiéis católicos.[34][35]
- Festa de Nossa Senhora do Rosário do Rocio, comemorada em 15 de novembro de cada ano, em São Manoel do Paraná. A festa é composta das partes religiosa e popular. Conta com o Tradicional Costelão, conhecido em todo o estado.[36]
- Festa do Divino, festa religiosa, em data móvel, realizada em vários municípios como: Campina do Simão, Campo do Tenente,[37] Goioxim, Jataizinho, Morretes,[38] Paranaguá, Ponta Grossa[39] e Tibagi.[40]
- Festa do Pinhão, tradicional evento festivo e gastronômico no município de Pinhão.[41]
- Festa do Trabalhador de Cascavel, evento festivo e gastronômico que ocorre no Seminário São José em Cascavel.[42]
- Festa Feira Agrícola e Artesanal, é realizada em Morretes e é considerada a melhor festa de produtos típicos do Paraná.[43][44]
- Festa Nacional da Costela, realizada em União da Vitória e com data fixa de 12 a 14 do mês de março.[45]
- Festa Nacional da Tainha, em Paranaguá, sempre entre o fim de junho e o começo de julho, no litoral do estado.[35][46]
- Festa Nacional do Carneiro no Buraco, é realizada em Campo Mourão e é considerada a segunda festa mais importante do estado.[47][48]
- Festa Nacional do Charque, realizada em Candói, ocorre anualmente e normalmente no mês de agosto.[49][50][51]
- Festa Nacional do Chope Escuro, a Münchenfest, comemorada de 1º a 10 de dezembro, em Ponta Grossa. É a maior festa do chope escuro do Brasil, traz artistas de renome nacional.[52][53][54]
- Festa Nacional do Porco no Rolete, evento gastronômico em Toledo.[55][56]
- Fespop, Festival Popular do Paraná, realizado na cidade de Santa Terezinha de Itaipu, no mês de maio. É uma das maiores festas populares do oeste do Paraná. Durante o evento, mais de 120 mil pessoas circulam pelo Parque de Exposições. Além da exposição da indústria, comércio e serviços, a feira conta com diversas outras atrações, como praça gastronômica, parque de diversões e feira de sabores.[57][58][59]
- Frootaria, festa londrinense de música POP, realizada nas cidades de Londrina e Maringá, é a maior festa de música POP do Paraná. A festa conta com diversas atrações nacionais e locais, carregando bandeiras do movimento LGBTQIA+ unindo temas de liberdade, união e entretenimento.[60][61]
- OktoberFest em várias cidades do estado, destacando-se a de Marechal Cândido Rondon[62][63] e a de Rolândia,[64][65] comemorada em outubro, como o nome já diz.
- Show Rural Coopavel, evento de difusão de tecnologia agropecuária em Cascavel.[66]
- Festival Nacional de Danças Ucranianas, ocorre no sul do Brasil e reúne grupos folclóricos de etnias ucranianas. A sede vai alternando entre diferentes cidades.